# Miss Grand Chile
Miss Grand Chile es un certamen de belleza femenina chileno, que se lleva a cabo anualmente desde 2017. Cada concursante representa una ciudad/región del país y la ganadora representa al país hasta la siguiente edición. Su eslogan es "parar la guerra y la violencia".
La actual Miss Grand Chile es Paula Henríquez, de la comuna de Las Condes.
Desde la primera edición, la única chilena en el Miss Grand Internacional entre las 20 finalistas fue la representante de la ciudad de Los Ángeles, Francisca Lavanderos Ceballos en 2019.
Actualmente, la licencia del certamen se encuentra a cargo de Gabriel Alfonsino, quién trabajó con Cristian Chanaca en las ediciones de 2021 y 2022, en la ciudad de Iquique. Chacana se retiró del equipo director en 2023.
Producto a problemas de licencias, el certamen ha sufrido inconvenientes en su realización, siendo realizado de forma irregular desde su inicio a los años siguientes.
La quinta edición del concurso de belleza se realizará en junio de 2023, en el Teatro Ictus, en Santiago de Chile.

## Titulares del certamen
| Año  | Ciudad               | Ganadora                     | Miss Supranacional                             | 1° finalista                                   | 2° finalista                                   | 3° finalista                                   | Participantes | Fecha                    |
| ---- | -------------------- | ---------------------------- | ---------------------------------------------- | ---------------------------------------------- | ---------------------------------------------- | ---------------------------------------------- | ------------- | ------------------------ |
| 2023 | Las Condes           | Paula Henríquez              | -                                              | Camila Cosmelli                                | Francisca Ramírez                              | Naribe Díaz                                    | 6             | 18 de junio de 2023      |
| 2022 | Las Condes           | Karina Pérez Gres            | -                                              | Krishna Sandoval                               | Tamara Reusch                                  | Javi Solange Delgado                           | 10            | 28 de mayo de 2022       |
| 2021 | San Pedro de Atacama | Vanessa Echeverría Maizares  | -                                              | Adriana Machado                                | Katia Andrea                                   | Josefa Ramos Bastias                           | 8             | 25 de septiembre de 2021 |
| 2020 | Viña del Mar         | Paula Valentina Benavente    | Concurso no realizado. Se designó sin proceso. | Concurso no realizado. Se designó sin proceso. | Concurso no realizado. Se designó sin proceso. | Concurso no realizado. Se designó sin proceso. | -             | -                        |
| 2019 | Los Ángeles          | Francisca Lavandero Ceballos | -                                              | Ignacia Albornoz                               | Vania Pool Opazo                               | Aylin Jaldin Fernández                         | 32            | 24 de mayo de 2019       |
| 2018 | Concepción           | María Flores Vargas          | Concurso no realizado. Se designó sin proceso. | Concurso no realizado. Se designó sin proceso. | Concurso no realizado. Se designó sin proceso. | Concurso no realizado. Se designó sin proceso. | -             | -                        |
| 2017 | La Florida           | Nicole Ebner Blanco          | Konstanza Schmidt                              | Muriel Berner                                  | Sol Vargas Sepulveda                           | -                                              | 9             | 22 de septiembre de 2017 |
| 2014 | Cautín               | Karla Bovet Quidel           | Concurso no realizado. Se designó sin proceso. | Concurso no realizado. Se designó sin proceso. | Concurso no realizado. Se designó sin proceso. | Concurso no realizado. Se designó sin proceso. | -             | -                        |

## Ganadoras del concurso
| Año  | Ganadora                     | Edad | Altura | Lugar de coronación                       |
| ---- | ---------------------------- | ---- | ------ | ----------------------------------------- |
| 2023 | Paula Henríquez              | 27   | -      | Teatro Ictus, Santiago de Chile           |
| 2022 | Karina Pérez Gres            | 24   | -      | Agencia de Modelos Criss Chacana, Iquique |
| 2021 | Vanessa Echeverría Maizares  | 18   | 1.75   | Agencia de Modelos Criss Chacana, Iquique |
| 2020 | Paula Benavente Gómez        | 27   | 1.78   | -                                         |
| 2019 | Francisca Lavandero Ceballos | 19   | 1.82   | Teatro Parque Cousiño, Santiago           |
| 2018 | María Flores Vargas          | 23   | 1.72   | -                                         |
| 2017 | Nicole Ebner Blanco          | 26   | 1.73   | Centro de eventos Music Palace, Talca     |
| 2014 | Karla Bovet Quidel           | 21   | -      | -                                         |

## Historia
En 2014, Karla Bovet Quidel obtuvo la franquicia y fue la primera representante chilena en el concurso de belleza Miss Grand Internacional. Sin embargo, en el 2015 y 2016 de dicho concurso, no hubo una joven chilena que compita por el título debido a que nadie tenía la licencia en el país.
En 2017, Latin Scouting / CBC Producciones tuvo el derecho de enviar a la candidata a competir en Miss Grand Internacional 2017 que se llevó a cabo en Vietnam, la organización líder de Boris Cabrera decidió celebrar la primera edición de Miss Grand Chile y la ganadora fue Nicole Andrea Ebner Blanco. En 2018, el concurso anual no se llevó a cabo, por lo que Igor H Escobar González, director nacional de Miss Grand Chile, decidió nombrar a María Catalina Flores Vargas, Reinas de Concepción 2017 como Miss Grand Chile 2018 y ella representó al país en el escenario internacional que se llevó a cabo en Myanmar, pero ella no pudo calificar.
Entre 2019 y 2020 la licencia estuvo en manos de Keno Manzur y la 2a edición del concurso se realizó en Santiago con 32 candidatas en total.
La licencia de Miss Grand Chile (2021-2022) perteneció a Cristian Chanaca, el propietario de la agencia de modelos.
Pero, con la salida de Chanaca del equipo director en 2023, el certamen quedó a cargo de Gabriel Alfonsino para la celebración de la quinta edición.

## Representaciones internacionales por año
Clave de color;
- Ganadora
- Finalista
- Semifinalista
- Cuartofinalista

### Miss Grand International
| Año  | Representante                | Procedencia       | Posición          | Premios especiales            | Ref          |
| ---- | ---------------------------- | ----------------- | ----------------- | ----------------------------- | ------------ |
| 2020 | Valentina Benavente          | Viña del Mar      | No clasificó      |                               |              |
| 2019 | Francisca Lavandero Ceballos | Los Ángeles       | Top 20            |                               | [ 14 ]       |
| 2018 | María Catalina Flores Vargas | Concepción        | No clasificó      |                               | [ 12 ]       |
| 2017 | Nicole Andrea Ebner Blanco   | Santiago          | No clasificó      |                               |              |
| 2016 | sin representante            | sin representante | sin representante | sin representante             |              |
| 2015 | sin representante            | sin representante | sin representante | sin representante             |              |
| 2014 | Karla Bovet Quidel           | Cautín            | No clasificó      | - Top 20 – Mejor Traje Típico | [ 1 ] [ 10 ] |

## Ediciones
| Miss Grand Chile                               |
| 2017 · 2018 · 2019 · 2020 · 2021 · 2022 · 2023 |